# بنیاد لینوکس
بنیاد لینوکس (به انگلیسی: Linux Foundation) به اختصار (LF) یک سازمان غیرانتفاعی است که در سال ۲۰۰۷ تأسیس شد تا از توسعه و رشد لینوکس پشتیبانی کند.
بنیاد لینوکس در سال ۲۰۰۷ با ادغام آزمایشگاه توسعه متن باز یا (OSDL) و گروه استانداردهای آزاد یا (FSG) بنا نهاده شد. بنیاد لینوکس با ارائه مجموعه‌ای از خدمات لینوکس را در برابر سیستمم عامل‌های بسته ترویج و محافظت و استانداردسازی می‌کند.

## حفاظت از لینوکس
برای اینکه ایجادکننده لینوکس لینوس توروالدز و سایر توسعه‌دهندگان اصلی هسته مستقل باقی بمانند، بنیاد لینوکس از این توسعه‌دهندگان پشتیبانی می‌کنند تا بتوانند به صورت تمام‌وقت برای بهبود لینوکس تلاش کنند. بنیاد لینوکس همچنین علامت تجاری لینوکس را مدیریت می‌کند.

## وب‌گاه linux.com
در سوم مارس ۲۰۰۹ بنیاد لینوکس اعلام کرد که مدیریت وب‌گاه linux.com را از صاحبان قبلی (شرکت سورس‌فورج) گرفته‌است.
سایت در ۱۳ مه ۲۰۰۹ مجدداً راه‌اندازی شد و از کاربری قبل خود به عنوان سایت خبری به یک منبع اصلی اطلاعات برای لینوکس، نرم‌افزارها و مستندات برای سرورها، رایانهها، نوت‌بوکها و تلفن‌های همراه و … تبدیل شد.

## موبلین
موبلین (به انگلیسی: moblin) کوتاه‌شده کلمات mobile linux یک پروژه متن‌باز است که بر توسعه نرم‌افزار برای دستگاه‌های Mobile Internet Devices یا MIDها و نوت بوک‌ها و nettopها تأکید دارد. در آوریل ۲۰۰۹ اینتل موبلین را به بنیاد لینوکس واگذار کرد.

## می‌گو
در سال ۲۰۱۰ نوکیا و اینتل اعلام کردند که تلاش‌های خود بروی سیستم‌عامل‌های موبلین از اینتل و Maemo از شرکت نوکیا را بروی پروژه جدید می‌گو متمرکز می‌کنند و به همین دلیل بنیاد لینوکس میزبانی پروژه می‌گو را به عهده گرفت. در حقیقت می‌گو جانشین سیستم‌عامل‌های موبلین و مااِمو است.

## استانداردهای پایه‌ای لینوکس
استاندارد پایه لینوکس یا (LSB) یک پروژه مشترک بین چند توزیع لینوکس برای استاندارد کردن ساختار سیستم یا استاندارد فایل سیستم سلسله مراتب که به وسیلهٔ سیستم عامل لینوکس استفاده می‌شود.
LSB بر پایه خصوصیات پازیکس، مشخصات یونیکس و چند استاندارد باز دیگر است اما گسترش آن‌ها در مناطق خاص است.

به گفته LSB:
هدف LSB توسعه و ترویج مجموعه‌ای از استانداردهای باز است که سازگاری میان توزیع‌های لینوکس را افزایش دهد و برنامه‌های کاربردی را قادر می‌سازد روی هر سیستم اجرا شوند. علاوه بر این LSB فروشندگان و برنامه‌نویسان را به نوشتن یا انتقال برنامه‌شان به لینوکس ترغیب می‌کند.
یک محصول پس از طی مراحل صدور گواهینامه می‌تواند گواهینامه LSB را دریافت کند.

## اپن‌پرینتینگ

معماری پرینت CUPS لینوکس/یونیکس

کارگروه اپن‌پرینتینگ یکی از بخش‌های بنیاد لینوکس است که مستندات و پشتیبانی نرم‌افزار برای چاپ در لینوکس را ارائه می‌کند.
این کارگروه یک فهرست از چاپگرها و کارخانه‌های سازنده را توسعه می‌دهند. کاربران لینوکس در این سایت می‌توانند گزارشی از پشتیبانی و کیفیت هر چاپگر به کارگروه ارائه کنند. هم‌چنان می‌توان گزارشی از پشتیبانی هر پرینتر از لینوکس را در این سایت به دست آورد.